# Camila (album)
Pour les articles homonymes, voir Camila.
Singles
1. Havana
Sortie : 8 septembre 2017
2. Never Be the Same
Sortie : 7 décembre 2017
3. Consequences
Sortie : 9 octobre 2018

1. I Have Questions
Sortie : 22 mai 2017
2. OMG
Sortie : 3 août 2017
3. Never Be The Same
Sortie : 7 décembre 2017
4. Real Friends
Sortie : 7 décembre 2017

Camila (stylisé CAMILA) est le premier album studio solo de l'auteur-interprète cubano-américaine Camila Cabello depuis son départ du groupe Fifth Harmony, sorti le 12 janvier 2018.
Le 8 septembre 2017, le premier single officiel de l'album sort : il s'agit d'Havana, en featuring avec le rappeur américain Young Thug. Le titre est choisi comme premier single du fait de sa forte popularité sur les sites de téléchargements digitaux. Le 7 décembre 2017, Never Be the Same sort comme second single issu de l'album. L'album atteint la première place des charts américains dès son lancement en janvier 2018, avec la position de n°1 au Billboard 200.

## Développement
Le 15 mai 2017, Cabello annonce via son compte Twitter le nom de son premier album solo : The Hurting, The Healing, The Loving. Composé de vingt titres, il inclura des collaborations avec la chanteuse Charli XCX sur le titre Scar Tissue, avec le chanteur Ed Sheeran sur The Boy, ou encore Young Thug et Pharrell Williams sur Havana. Il sera produit par ce dernier, ainsi que par Benny Blanco, Happy Perez, Cashmere Cat, Jesse Shatkin, Ryan Tedder, Frank Dukes, Max Martin, Ilya et Stargate.
Cabello décrit ce premier opus comme « l'histoire de ma traversée depuis l'obscurité jusqu'à la lumière, durant la période où j'étais perdue jusqu'à la celle où je me suis de nouveau trouvée ». Elle déclare également « c'est le genre de chapitre de vie qu'on ne voudrait jamais avoir à lire tout haut », et explique l'album comme « un procédé m'ayant aidé à dealer avec ses émotions ». Originellement intitulé The Hurting, The Healing, The Loving, le titre officiel de l'album, Camila, fut annoncé le 5 décembre 2017, avec sa date de sortie, le 12 janvier 2018. 

## Promotion

### Singles
Le premier single, Crying in the Club, sort le 19 mai 2017, accompagné du vidéoclip l'illustrant, incluant également un extrait du titre I Have Questions lors de son commencement. Le morceau est finalement supprimé du projet, faisant d'Havana, sorti le 5 septembre de la même année, en collaboration avec le rappeur américain Young Thug, le premier single officiel. 
Le 7 décembre de la même année sort le second single officiel de l'album, Never Be the Same.
Après sa tournée mondiale le Never Be The Same tour, elle sort le troisième et dernier single officiel de l’album, Consequences, le 9 octobre 2018.

### Singles promotionnels
Le 22 mai 2017, le premier single promotionnel extrait de l'album est dévoilé, il s'agit de I Have Questions, avant d'être supprimé du projet. Il est suivi de deux autres singles promotionnels, Havana (feat. Young Thug) et OMG (feat. Quavo), le 3 août. Il est plus tard annoncé qu'Havana prend la place de premier single officiel, et que OMG est supprimé du projet.  
Le single promotionnel Real Friends sort le 7 décembre.   

### Tournée
Cabello effectue la première partie du chanteur Bruno Mars sur sa tournée 24K Magic World Tour, pour quelques dates américaines et canadiennes.
Par la suite, elle entame sa première tournée solo appelée, Never Be The Same tour. 

## Succès commercial
L'album atteint la première place des charts américains dès son lancement en janvier 2018, avec la position de n°1 au Billboard 200.  

## Liste des pistes
| Édition Standard | Édition Standard               | Édition Standard                                                                                         | Édition Standard                | Édition Standard | Édition Standard | Édition Standard | Édition Standard | Édition Standard | Édition Standard |
| No               | Titre                          | Auteur                                                                                                   | Producteurs                     | Durée            |                  |                  |                  |                  |                  |
| ---------------- | ------------------------------ | --- | ------------------------------- | ---------------- | ---------------- | ---------------- | ---------------- | ---------------- | ---------------- |
| 1.               | Never Be the Same              | Camila Cabello, Frank Dukes, Leo Rami Dawod, Jacob Ludwig Olofsson, Noonie Bao, Sasha Yatchenko          | Frank Dukes, Jarami             | 3:46             |                  |                  |                  |                  |                  |
| 2.               | All These Years                | Cabello, Feeney, Kaan Gunesberk, Jeff Gitelman, Mustafa Ahmed                                            | Dukes, Louis Bell               | 2:44             |                  |                  |                  |                  |                  |
| 3.               | She Loves Control              | Cabello, Skrillex, Feeney, Bell, Ilsey Juber, Ahmed                                                      | Skrillex, Dukes, Bell           | 2:57             |                  |                  |                  |                  |                  |
| 4.               | Havana (avec Young Thug)       | Cabello, Jeffrey Williams, Feeney, Starrah, Ali Tamposi, Brian Lee, Andrew Watt, Pharrell Williams, Bell | Dukes, Matt Beckley             | 3:37             |                  |                  |                  |                  |                  |
| 5.               | Inside Out                     | Cabello, Hazzard, Feeney, Tyler Williams, Gunesberk                                                      | Dukes, T-Minus, Bell            | 3:02             |                  |                  |                  |                  |                  |
| 6.               | Consequences                   | Cabello, Amy Wadge, Nicolle Galyon, Emily Weisband                                                       | Bart Schoudel                   | 2:58             |                  |                  |                  |                  |                  |
| 7.               | Real Friends                   | Cabello, Feeney, William Walsh, Bell, Lee                                                                | Dukes, Bell                     | 3:34             |                  |                  |                  |                  |                  |
| 8.               | Something's Gotta Give         | Cabello, The Futuristics, Sarah Hudson, James Abrahart, Jesse St. John                                   | The Futuristics, Dukes, Beckley | 3:56             |                  |                  |                  |                  |                  |
| 9.               | In the Dark                    | Cabello, Feeney, Te Whiti Warbrick, Simon Wilcox, Madison Love, Abrahart                                 | Dukes, SickDrumz, Kuk Harrell   | 3:39             |                  |                  |                  |                  |                  |
| 10.              | Into It                        | Cabello, Feeney, Bell, Gunesberk, Ryan Tedder, Justin Tranter                                            | Dukes, Bell                     | 2:55             |                  |                  |                  |                  |                  |
| 11.              | Never Be the Same (radio edit) | Cabello, Feeney, Dawod, Olofsson, Bao, Yatchenko                                                         | Dukes, Jarami                   | 3:47             |                  |                  |                  |                  |                  |
| 36:55            |                                | |                                 |                  |                  |                  |                  |                  |                  |

## Classement
| Classement (2017-18)               | Meilleure position |
| ---------------------------------- | ------------------ |
| Allemagne (Media Control AG)       | 8                  |
| Australie (ARIA)                   | 3                  |
| Autriche (Ö3 Austria Top 40)       | 6                  |
| Belgique (Flandre Ultratop)        | 3                  |
| Belgique (Wallonie Ultratop)       | 8                  |
| Canada (Canadian Albums)           | 1                  |
| Danemark (Tracklisten)             | 4                  |
| Espagne (Promusicae)               | 1                  |
| États-Unis (Billboard 200)         | 1                  |
| Finlande (Suomen virallinen lista) | 2                  |
| France (SNEP)                      | 7                  |
| Italie (FIMI)                      | 8                  |
| Norvège (VG-lista)                 | 1                  |
| Nouvelle-Zélande (RIANZ)           | 3                  |
| Pays-Bas (Mega Album Top 100)      | 1                  |
| Portugal (AFP)                     | 1                  |
| Suède (Sverigetopplistan)          | 1                  |
| Suisse (Schweizer Hitparade)       | 3                  |